# The Coming of Angelo
The Coming of Angelo è un cortometraggio muto del 1913 diretto da D.W. Griffith.

## Produzione
Il film fu prodotto dalla Biograph Company. Venne girato in California.

## Distribuzione
Distribuito dalla General Film Company, il film - un cortometraggio di una bobina - fu presentato nelle sale cinematografiche USA il 26 luglio 1913. Ne venne fatta una riedizione che uscì sul mercato americano il 29 ottobre 1915.